# タリサ・ワタナゲス
タリサ・ワタナゲス（タイ語: ธาริษา วัฒนเกส; RTGS: Tharisa Watthanaket; [tʰāːrísǎː wáttʰánákèːt]、1949年11月30日 -）は、タイ王国の銀行家。2006年から2010年までタイ銀行総裁を務めた。タイ銀行初の女性総裁である。

## 経歴
トリアムウドムスックサー高等学校出身、慶應義塾大学に入学し、経済学の学士号及び修士号を取得、セントルイス・ワシントン大学で博士号を取得した。1975年6月にタイ銀行にエコノミストとして入行。ハーバード大学で6週間のアドバンスト・マネジメント・プログラムを受講。1988年1月、国際通貨基金に出向した。1990年に帰国後、2002年10月にタイ銀行副総裁に就任、2006年11月に同行初の女性総裁に就任した。2010年の退任後、サイアム・セメント・グループや三菱UFJフィナンシャル・グループの社外取締役に就任している。タイ語のほか、英語、日本語を話すことができる。

## 脚註
1. ↑  Thai News Agency, October 17, 2006. Thailand's central bank gets first female governor  Archived 2007-03-10 at the Wayback Machine., MCOT.
2. ↑  Srisukkasem, Anoma. October 18, 2006.Tarisa becomes BOT's first female chief Archived 2006-10-28 at the Wayback Machine., The Nation.
3. ↑  三菱UFJ、初の外国人取締役　元タイ中銀総裁と米国人弁護士日本経済新聞 2017年5月15日配信 2023年8月30日閲覧